# Poza Rica
Poza Rica de Hidalgo is een stad in de Mexicaanse deelstaat Veracruz. Poza Rica heeft zo'n 174.512 inwoners (census 2005) en is de hoofdplaats van de Poza Rica de Hidalgo.
De stad is pas gesticht in 1951, en dankt haar ontstaan aan de winning van aardolie in de omgeving. De oliewinning en -raffinaderij is dan ook de belangrijkste inkomstenbron van de stad. Poza Rica ligt niet ver van de archeologische vindplaats El Tajín.